# Ascari A410 Judd
La Ascari A410 Judd è una vettura da competizione realizzata dalla Ascari nel 2000.

## Contesto
Dopo la costruzione del primo modello Ecosse del 1999, l'azienda anglo-scozzese venne acquistata dal pilota olandese Klaas Zwart, il quale decise di realizzare un modello adatto alle competizioni della Le Mans Prototype.

## Tecnica
Come base venne impiegata una Lola T92/10 Gruppo C. Di essa vennero mantenuti il telaio, le sospensioni e il propulsore Judd V10, il quale fu solo trasformato in un 4.0 da 600 cv di potenza. Solo l'aerodinamica venne modificata totalmente per adattarsi ai regolamenti della LMP. Il corpo venne trasformato da chiuso ad aperto.

## Attività sportiva
La vettura venne schierata per la prima volta alla 500 km di Silverstone, ma diversi problemi meccanici le impedirono di prendere il via. Si susseguirono varie corse, ma il primo piazzamento venne ottenuto solo nel 2001, quando l'equipaggio formato da Werner Lupberger e Ben Collins si classificò secondo alla gara di Monza. In occasione della partecipazione a Le Mans, venne realizzato un secondo modello. Durante le qualifiche, le due vetture ottennero il 18º e 22º posto in griglia di partenza, ma entrambe si dovettero ritirare per guasti meccanici. Poco tempo dopo però, il team colse il primo successo nella gara svoltasi a Donnington Park. Nel 2002 il miglior piazzamento fu un sesto posto alla 12 Ore di Sebring. Nel 2003 fu invece un secondo posto a Monza il miglior piazzamento. Alla fine dell'anno, a causa degli scarsi risultati, l'azienda decise di concentrarsi principalmente sulla costruzione di vetture stradali.